# Исламское государство
Исла́мское госуда́рство, сокращённо ИГ, ранее Исла́мское госуда́рство Ира́ка и Лева́нта, сокращённо ИГИ́Л или ДА́ИШ — международная исламистская суннитская террористическая организация. Действовала в 2013—2019 годах преимущественно на территории Сирии (частично контролируя её восточные территории) и Ирака (частично контролируя Ниневию и территорию «суннитского треугольника») фактически как непризнанное государство (провозглашённое как всемирный халифат 29 июня 2014 года) с шариатской формой правления и штаб-квартирой (фактически столицей) в сирийском городе Эр-Ракке. Помимо Сирии и Ирака, ИГ или связанные с ним группировки также контролировали небольшие территории в Афганистане, Египте, Йемене, Ливии, Нигерии, Сомали, ДР Конго и вели террористическую деятельность на Северном Кавказе, в Алжире, Индонезии, Ливане, Пакистане, Саудовской Аравии, Тунисе, Филиппинах и некоторых других странах. Основные силы и главные члены группировки уничтожены в Ираке и Сирии; сохранились только остатки. Последний оплот ИГ на востоке Сирии рухнул в начале 2019 года.
Военные действия местных сил против ИГ активно поддерживались международной коалицией во главе с США, а также Россией и другими странами. Рядом стран и некоторыми международными организациями ИГ признано террористической организацией. Группировка осуждена одним из крупнейших суннитских улемов Юсуфом Аль-Кардави.
Возникла в 2003 году в Ираке как террористическая группировка «Джамаат ат-Таухид валь-Джихад» (основатель — иорданец Ахмед Фадыль Халейла, известный как Абу Мусаб аз-Заркави). В 2004 году присоединилась к «Аль-Каиде» и стала называться «Аль-Каидой в Ираке». В октябре 2006 года, после слияния с другими радикальными исламистскими группировками, была провозглашена как «Исламское государство Ирак».
Общая площадь максимально контролируемой ИГ территории достигала в 2014 году 100—110 тыс. км², а численность проживающего на ней населения, преимущественно состоящего из суннитов, — в 8 млн человек. В 2015 году контролируемая территория уменьшалась более чем на четверть, а затем вновь возросла к концу года в Сирии, но уменьшилась в Ираке. В 2016 году ИГ утратило около пятой части территорий. В переломном 2017 году ИГ в итоге потеряло 90 % ранее контролировавшихся территорий: в Ираке, включая крупнейший город Мосул, и в Восточной Сирии, включая столицу Эр-Ракку, — после наступлений иракской, иракско-курдской, сирийско-курдской и оппозиционной сирийской армий при поддержке международной коалиции; в остальной части Сирии — после наступлений сирийской армии при российской поддержке. С учётом также уменьшившихся территорий в Ливии и Нигерии за ИГ к концу 2017 года оставалось не более 16 тысяч км², в том числе 10 тысяч км² в Ираке и Сирии.

## Название
Название организации неоднократно менялось по мере развития и распространения влияния. Будучи образованной в 2006 году под названием «Исламское государство Ирак», организация по мере расширения как фактической, так и декларируемой области деятельности была переименована в «Исламское государство Ирака и Леванта»), а с лета 2014 года, претендуя на создание всемирного халифата, именует себя просто «Исламское государство».
Председатель Духовного управления мусульман Российской Федерации, председатель Совета муфтиев России Равиль Гайнутдин использует для группировки название ДАИШ. По его словам, «исламское государство не может быть террористическим».
В сентябре 2014 года глава министерства иностранных дел Франции Лоран Фабиус призвал использовать для группировки название ДАИШ, после этого в сообщениях французских СМИ оно постепенно вытеснила другие. Ранее, в июле 2015 года, 120 членов британского парламента написали письмо руководству Би-би-си с требованием использовать в отношении группировки исключительно название ДАИШ, отказавшись от сокращений ИГ и ИГИЛ, но получили отказ со стороны генерального директора Тони Холла, пояснившего, что такой шаг мог бы возбудить сомнения в непредвзятости Би-би-си и «создать впечатление поддержки противников этой группировки».
Кандидат исторических наук, руководитель Центра арабских и исламских исследований Института востоковедения РАН В. А. Кузнецов считает, что «ДАИШ — более уместная аббревиатура, чем наименования ИГИЛ или „Исламское государство“, порождающие исламофобию у одних и неприятные мысли у других».
Название ДАИШ для самих представителей террористов (конкретно их арабоязычной части) звучит оскорбительно, так как отличается всего одной буквой от слова داعس‎ («даис»), означающего кого-то или что-то раздавливающее, попирающее.

## История

### Причины появления
Бывший министр иностранных дел Великобритании Дэвид Милибэнд считает, что вторжение США и их союзников в 2003 году в Ирак способствовало дестабилизации ситуации в стране, что привело к подъёму ИГ.
Американцы в ходе вооружённой операции Iraqi freedom фактически зачистили силовое поле Ирака, допустив на место устранённой полиции и армии проиранские шиитские группировки. С тех пор эти группировки глубоко проросли вглубь иракской политической системы. Сунниты, составляющие большинство населения страны, при новом режиме оказались серьёзно ущемлены: среди них распространилась массовая безработица, инфраструктура суннитских районов не развивалась, нередко они подвергались бытовым унижениям со стороны шиитов.
По сути, эта совокупность факторов: американская оккупация и притеснение шиитами иракских суннитов — и стала одной из основных причин скорого рождения Исламского государства в Ираке.
Прессинг шиитских групп в отношении суннитов повторился и в Сирии, и в Ливане — что также оказало немалое влияние на становление ИГ.

### Создание
В 2003 году Абу Мусабом аз-Заркави было образовано формирование под названием «Джамаат ат-Таухид валь-Джихад», которое сражалось против американцев в Ираке. В октябре 2004 года Абу Мусаб аз-Заркави присягнул Усаме бен Ладену и объявил о новом джамаате под названием «Танзим аль-Каида аль-Джихад фи биляд ар-Рафидейн».
В январе 2006 года, вместе со всеми джихадистскими группами, была создана единая группировка под названием «Маджлис Шура аль-Муджахидин», ответственным в которой был назначен Абдуллах ибн Рашид аль-Багдади. В её состав вошёл также джамаат «Танзим аль-Каида аль-Джихад фи биляд ар-Рафидейн» (кратко «Аль-Каида в Ираке»). Сразу после убийства Абу Мусаба аз-Заркави предводителем «Танзим аль-Каида аль-Джихад фи биляд ар-Рафидейн» был избран Абу Хамза аль-Мухаджир.
После чего, в июне 2006 года было объявлено о создании «Хильф Мутайабин», в который вошли все джамааты, которые находились в «Маджлису Шура аль-Муджахидин», а также все племена ахлю-сунны. В результате чего были распущены все джихадистские группы и джамааты, для создания в последующем «Исламского государства».
В октябре 2006 года «Хильф Мутайабин» вместе со всеми джамаатами, среди которых была также «Аль-Каида в Ираке», и всеми племенами ахлю-сунны, объявили о создании «Исламского государства Ирак». Правителем в нём был избран Абу Умар аль-Багдади которому присягнули как «правителю правоверных» в «Исламском государстве Ирак». На пост министра военных дел был назначен Абу Хамза аль-Мухаджир. После того, как в апреле 2010 года были убиты Абу Умар аль-Багдади и Абу Хамза аль-Мухаджир, собрались ахлюль-халь валь-акд (совет влиятельных лиц), которые ранее избрали Абу Умара аль-Багдади, для того чтобы избрать Абу Бакра аль-Багдади «правителем правоверных» в «Исламском государстве Ирак».
После продолжительных сражений в Ираке, сражения также переметнулись в Сирию. В те дни боевики в Сирии находились в тяжёлом положении. Тогда Абу Бакр аль-Багдади принял решение послать снаряжённый фронт помощи под названием «Джебхат ан-Нусра» под предводительством Абу Мухаммада аль-Джуляни, для помощи и поддержки боевиков в Сирии.
После чего, в апреле 2013 года, было аннулировано название «Исламское государство Ирак» и установлено новое название «Исламское государство Ирака и Шама». И уже в июне 2014 года, после завоевания обширных территорий, во время Рамадана был объявлен «Исламский халифат». «Правителем правоверных» и «халифом» в котором был избран Абу Бакр аль-Багдади.

### Восстание в провинции Анбар
В конце 2013 года боевики ИГИЛ обозначили своё присутствие в иракской провинции Анбар в ходе восстания суннитов против шиитского правительства в Багдаде.
В январе 2014 года боевики ИГИЛ захватили Фаллуджу.

### Война в Сирии
В конце 2011 года группа установила операции в Сирии через свою подчинённую организацию «Джебхат ан-Нусра». В апреле 2013 года Абу Бакр аль-Багдади объявил о создании Исламского государства Ирака и Леванта (ИГИЛ) для замены «Джебхат ан-Нусры» и консолидации операций по всему Ираку и Сирии.
Лидер «Джебхат ан-Нусры» Абу Мухаммад аль-Джулани попытался аннулировать объявление, присягнув на верность лидеру «Аль-Каиды» Айману аз-Завахири. В июне 2013 года аз-Завахири постановил, что «Джебхат ан-Нусра» была единственным филиалом «Аль-Каиды» в Сирии, и аннулировал создание ИГИЛ. Однако аль-Багдади отказался следовать этому постановлению и подтвердил создание ИГИЛ.
В конце 2013 — начала 2014 организовало крупное наступление в ходе которого захватило большие территории востока, севера, юга и центра Сирии. На севере Сирии было остановлено курдскими отрядами самообороны в городе Кобани, после чего началась поддержка курдских сил международной коалицией и контрнаступление курдов на севере Сирии. Впоследствии курды освободят весь север Сирии за исключением тех районов, которые были целью операции турецкой армии «Щит Евфрата», которая была призвана не допустить соединение афринских курдов северо-запада с рожавскими.

### Конфликт в среде сирийских повстанцев
3 января 2014 года боевики ИГИЛ вступили в конфликт с боевиками Свободной сирийской армии в городах Идлиб и Алеппо. Поводом для ожесточённых перестрелок стало убийство исламистами доктора Хуссейна Сулеймана (Абу Райяна) в провинции Ракка.

### Разрыв с «Аль-Каидой»
В начале февраля 2014 года главное командование «Аль-Каиды» сообщило, что отказывает в поддержке «Исламскому государству Ирака и Леванта». «ИГИЛ не является отделением движения „Аль-Каида“. Мы не поддерживаем с ним никаких связей и не можем нести ответственность за его действия», — говорится в опубликованном командованием заявлении. Борьба между ИГИЛ и другими оппозиционными группировками стала одним из факторов гражданской войны в Сирии. Бои развернулись между ИГИЛ и официальным отделением «Аль-Каиды» в Сирии — «Фронтом ан-Нусра».

### Наступление 2014 года
Группировка обрела широкую известность летом 2014 года, когда боевики начали полномасштабное наступление на северные и западные районы Ирака, а также в северной Сирии (Курдистан).
10 июня 2014 года боевики ИГИЛ захватили Мосул, 11 июня ими был взят Тикрит, а через несколько дней подошли вплотную к Багдаду. 15 июня боевики ИГИЛ захватили Талль-Афар.
29 июня 2014 года террористы объявили о создании собственного «халифата». «Халифом» провозглашён лидер группировки Абу Бакр аль-Багдади. После провозглашения государства, которое не признала ни одна страна, группировка, ранее известная как «Исламское государство Ирака и Леванта», отбросила географическую привязку в своём названии.
Правительство Ирака обратилось к международному сообществу за помощью в противодействии Исламскому государству. Президент США Барак Обама санкционировал воздушные удары по суннитским боевикам в Ираке, заявив, что эта мера призвана предотвратить геноцид езидов в стране.
В начале октября ВВС США пришлось задействовать боевые вертолёты Apache для защиты аэропорта Багдада, который находится всего в 20 км от столицы Ирака, от наступавших боевиков Исламского государства.
В конце 2014 года между боевиками ИГ и курдскими ополченцами развернулись бои за Кобани.

### Иракско-сирийская кампания 2015—2017
15 мая 2015 года боевики ИГ захватили Рамади, однако 28 декабря иракские власти вернули контроль над городом.
20 мая 2015 года боевики ИГ заняли город Пальмира.
Весной 2015-го иракская армия и отряды «Хашд шааби» перешли в контрнаступление и сумели выбить ИГ из Тикрита.
С 2015 года в войну на стороне правительства Асада вступила Россия с заявленной целью борьба с ИГ. Однако в первый год особо крупных операций против ИГ не проводилось. Самый известный эпизод первого периода операции ВКС РФ и Сирийской арабской армии — освобождение Пальмиры. В 2016 году ИГ вновь захватывает Пальмиру. Осенью 2016 года ИГ вело бои с турецкой армией во время операции «Щит Евфрата» за город Аль-Баб и его пригороды. Осенью 2016 года сирийская арабская армия с поддержкой ВКС РФ начали наступление на Пальмиру, освободив её, а оттуда на блокированный Дейр-эз-Зор. Тогда имела место «гонка за нефтью» войск Асада и курдских сил (точнее, Сирийских демократических сил, в которые входят и арабские формирования) к нефтяным полям востока Сирии, в результате которой нефтяные поля оказались под контролем курдов.
В январе 2016 года формирования ИГ атаковали и блокировали сирийский город Дейр-эз-Зор.
27 марта 2016 года совместными усилиями САА и ВКС РФ город Пальмира был освобождён от террористов, однако 11 декабря 2016 года отряды ИГ вновь взяли под свой контроль Пальмиру и 12 декабря 2016 года продолжили наступление в западном от Пальмиры направлении.
26 июня 2016 года иракские войска отбили город Фаллуджа.
12 августа 2016 года Сирийские демократические силы освободили город Манбидж.
В ноябре 2016-го турецкие войска по негласному согласованию с Москвой вместе с боевиками ССА перешли сирийскую границу и начали операцию «Щит Евфрата», чтобы изгнать из зоны к северу от Алеппо силы ИГ и, заодно, отряды курдской народной самообороны.
2 марта 2017 года Сирийская арабская армия вновь вернула под свой контроль город Пальмира и продолжила освобождение от боевиков ИГ территории восточнее древнего города.
10 июля 2017 года вооружённые силы Ирака, поддерживаемые многочисленными авиаударами коалиции, освободили Мосул.
Летом 2017 года начался штурм Ракки Сирийскими демократическими силами. В ходе наступления правительственных войск в центре Сирии был деблокирован и зачищен Дейр-эз-Зор, освобождены города Меядин и Сухна, войска прошлись по западному Приевфратью освободив его. В ходе своего наступления Сирийские демократические силы освободили Ракку, Табку, большую часть восточного Приевфратья и восток Сирии.
3 ноября 2017 года боевики ИГ были полностью разбиты силами САА в окрестностях города Дейр-эз-Зор — город, находившийся несколько лет в осаде, был полностью деблокирован, и были вынуждены отступить на восточный берег реки Евфрат.
6 декабря 2017 года Генштаб ВС РФ заявил об освобождении территории Сирии от боевиков Исламского государства.
6 декабря 2017 года Путин объявил о разгроме Исламского государства в Сирии.
9 декабря 2017 года премьер-министр Ирака Хайдер аль-Абади объявил, что иракские войска одержали победу над ИГ (и из стадии боевых столкновений война с ИГ перешла в стадию нахождения оставшихся мест нахождения боевиков и обезвреживания там мелких ячеек, групп террористов).
Весной-летом 2018 года были освобождены от террористов ИГ анклавы в лагере Ярмук (в Дамаске), у Голанских высот, на восточной границе с Ираком.
В Ираке ИГ, несмотря на поражение и потерю контроля над 99 % территорий (2018), всё ещё существует — оно продолжает брать на себя ответственность за теракты как в Ираке (они всё ещё проводят около 75 атак в месяц; а попытки организации терактов в октябре в иракских провинциях Салахаддин и Киркук высоки, как никогда), так и других странах. Так, американский аналитический центр CSIS сообщил выводы своего исследования: ИГ занимается перегруппировкой сил в Ираке.

### Проникновение в Ливию

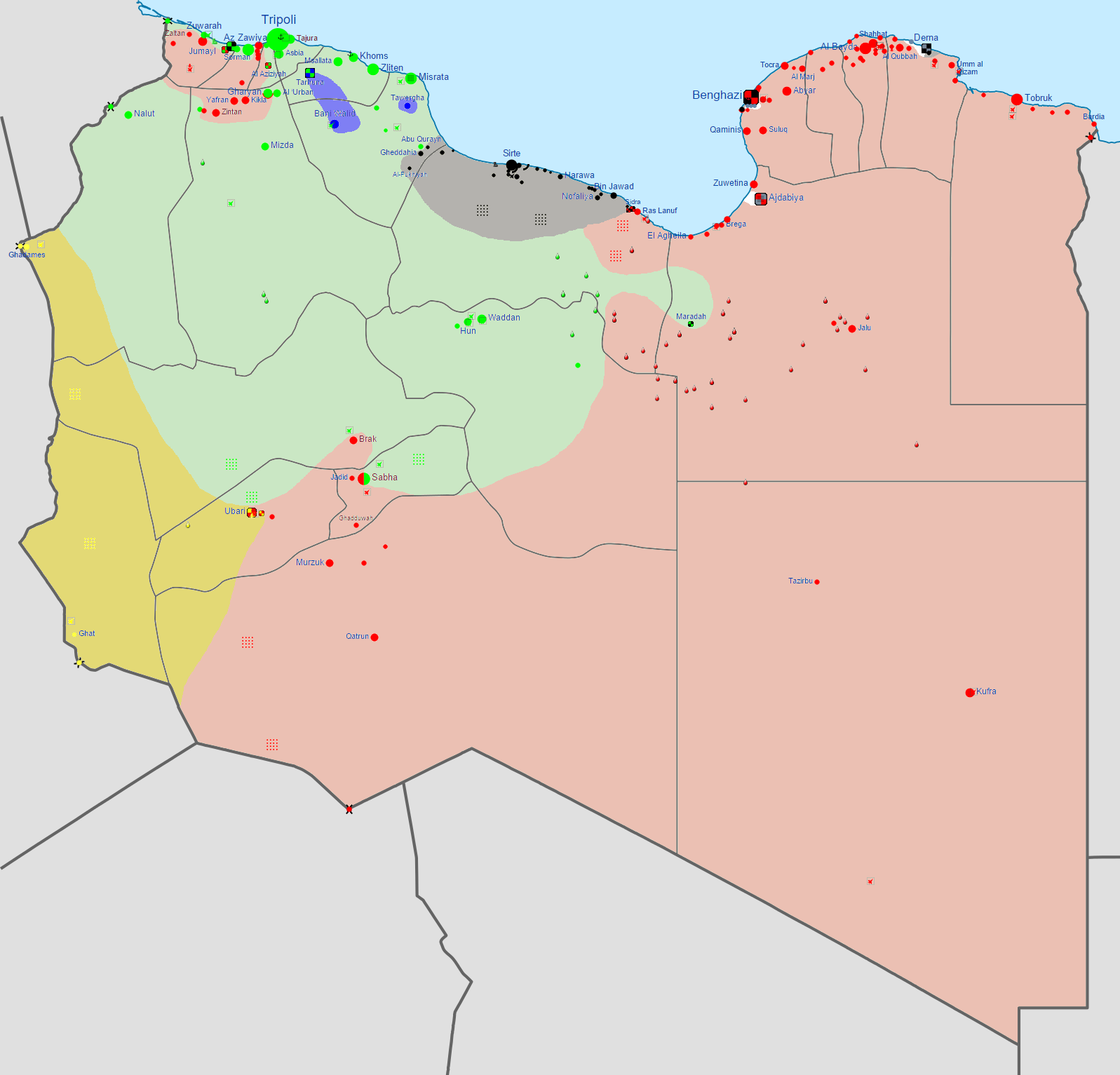
Серым цветом — территория, контролируемая ИГ в Ливии в начале 2016 года

Летом 2014 года в Ливии началась гражданская война между лояльным к исламистам Всеобщим национальным конгрессом и новым парламентом — Палатой депутатов. ИГ выступило в конфликте в качестве «третьей стороны». К февралю 2015 года боевики осадили крупный ливийский порт Сирт и взяли под контроль расположенный рядом город Нофалия, а также нефтяное месторождение аль-Мабрук к югу от Сирта.
По состоянию на середину декабря 2015 года, группировка захватила значительные территории на побережье Ливии (несколько сот километров вдоль последнего в районе Сирта), чтобы обеспечить себе доступ к нефтяным месторождениям и создать новый опорный пункт взамен укреплённого района в Ракке, ставшего мишенью для авиаударов западных стран и России. На захваченных территориях создавались шариатские суды.
В декабре 2016 года город Сирт был освобождён от ИГ силами Правительства национального согласия.

### Проникновение в Афганистан

Серым цветом — территории, удерживаемые ИГ в Афганистане в августе 2021 года

В конце 2015 года ИГ активизировало свои действия в Афганистане. Часть боевиков была рекрутирована из местных группировок Талибан.
В апреле 2017 года во время проведения в провинции Нангархар совместной специальной операции США и афганских сил безопасности было убито 35 членов ИГ.
В мае 2017 года во время проведения совместной специальной операции США и афганских сил безопасности лидер ИГ в Афганистане Абдул Хасиб Логари был убит.

### Уход в подполье
Начиная с 2017 года Исламское государство начало терять захваченные территории, в связи с чем стало всё чаще прибегать к террористическим актам в крупных поселениях и городах, используя свои сети разрозненных спящих ячеек на Ближнем Востоке и в других регионах мира. После битвы при Багузе в феврале-марте 2019 года остатки боевиков ИГ перешли в подполье.
Абу Бакр аль-Багдади, лидер ИГ, погиб в ночь на четверг, 26 октября 2019 года в посёлке Бариша, на северо-западе Сирии в ходе американского рейда приведя в действие «пояс смертника». Дональд Трамп подтвердил в телевизионном заявлении Белого дома в тот же день, что аль-Багдади погиб во время рейда американского спецназа.
29 октября 2019 года президент США Трамп заявил в социальных сетях, что «замена номер один» была повержена американскими войсками. Сам Трамп не указал имени этой «замены», а американский чиновник подтвердил, что президент имел в виду пресс-секретаря ИГ Абу аль-Хасана аль-Мухаджира, который был убит двумя днями ранее силами авиации США. 31 октября ИГ заявило, что преемником аль-Багдади является Абу Ибрагим аль-Хашеми аль-Кураши, указав, что группа по-прежнему претендует на создание халифата, несмотря на то, что потеряла все свои территории в Ираке и Сирии.

## Лидеры

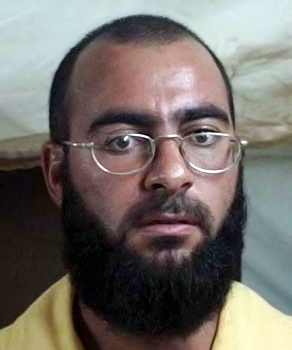
Магшот Абу Бакра аль-Багдади во время содержания под стражей в тюрьме Кэмп-Букка

В апреле 2010 года в результате американского рейда были убиты два лидера ИГ — Абу Умар аль-Багдади и преемник аз-Заркави египтянин Абу Айюб аль-Масри. Новым лидером стал Абу Бакр аль-Багдади. 26 октября 2019 года аль-Багдади был убит в сирийской провинции Идлиб. Новым лидером ИГ стал Абу Ибрагим аль-Хашеми аль-Кураши. 3 февраля 2022 года лидер ИГ был убит военными США. Новым лидером ИГ стал Абу аль-Хасан аль-Хашеми аль-Кураши. 30 ноября 2022 года ИГ объявило о смерти своего лидера. Новым лидером ИГ стал Абу аль-Хусейн аль-Хусейни аль-Кураши, после смерти которого ИГ возглавил Абу Хафс аль-Хашеми аль-Кураши.
| Имя                               | Должность                  | Примечание |
| --------------------------------- | -------------------------- | ---------- |
| Абу Хафс аль-Хашеми аль-Кураши    | Лидер                      |            |
| Абу Хузайфа аль-Ансари            | Пресс-секретарь            |            |
| Абу Умар аль-Мухаджир             | Бывший пресс-секретарь     | †          |
| Абу Хамза аль-Кураши              | Бывший пресс-секретарь     | †          |
| Абу аль-Хасан аль-Мухаджир        | Бывший пресс-секретарь     | †          |
| Абу Мухаммад аль-Аднани           | Бывший пресс-секретарь     | †          |
| Абу Фатима аль-Джахейши           | Заместитель лидера в Ираке |            |
| Абу Али аль-Анбари                | Заместитель лидера в Сирии | †          |
| Абу Аркан аль-Амири               | Глава Совета Шуры          |            |
| Абу Умар аш-Шишани                | Глава военного совета      | †          |
| Гулмурод Халимов                  | Военный министр            | †          |
| Сами Джассим Мухаммад аль-Джубури | Финансовый лидер           |            |
| Абу Вахиб                         | Командир в Анбаре, Ирак    | †          |
| Абу Суфьян ас-Сулями              | Муфтий                     | †          |
| Абу Мухаммад аль-Фуркан           | Министр информации         | †          |
| Ахмад аш-Шишани                   |                            | †          |
| Альбара аш-Шишани                 |                            |            |
| Абу Айман аль-Ираки               |                            | †          |
| Абу Муслим ат-Туркмани            |                            | †          |
| Хаджи Бакр                        |                            | †          |

## Подконтрольные территории
Общая площадь максимально контролируемой ИГ территории по состоянию на конец 2014 года оценивалась до 100—110 тыс. км², а численность проживающего на ней населения — в 8 млн человек.
К 14 апреля 2015 года после боёв ИГ потеряло 25—30 % (8—10 тыс. км²) первоначальных захваченных в Ираке территорий. Однако затем в 2015 году ИГ удалось вновь расшириться в Сирии и, согласно сообщению 11 декабря 2015 года министра обороны России Сергея Шойгу, было захвачено около 70 % территории Сирии (включая повторный захват Пальмиры), а общая численность боевиков составила 60 тысяч человек. В то же время, согласно заявлению 14 декабря 2015 года президента США Барак Обама, в ходе боёв ИГ потеряло около 40 % изначально захваченных в Ираке территорий.
За 2016 год, как сообщалось в СМИ, ИГ потеряло около 20 % территории, что сократило контролируемую площадь до 60 тыс. км².
В 2017 году терпящее сокрушительное поражение на всех фронтах ИГ лишилось 90 % ранее контролировавшихся территорий, в том числе в Ираке и Восточной Сирии, включая столицу Эр-Ракка (17 октября) и крупнейший город Мосул (10 июля) — после наступлений иракской, иракско-курдской, сирийско-курдской и оппозиционной сирийской армий при поддержке международной коалиции, а в остальной части Сирии — после наступлений сирийской армии при российской поддержке. Также к концу 2017 года входящие в ИГ группировки потеряли большую часть из захватывавшихся ранее нескольких тысяч км² территорий в Ливии (район Бенгази) и Нигерии (район Борно).

### Территориальное деление
Исламское государство на контролируемых территориях в Сирии, Ираке, Ливии и в других государствах, где есть территории, контролируемые его сторонниками, создавало территориальное деление на вилаяты:
- в Ираке и Сирии: Багдад, Анбар, Салах-эд-Дин, Фаллуджа (часть Анбара), Дияла, Северный Багдад, Джануб («Юг»), Киркук, Найнава, Диджла, аль-Джазира (последние три — из провинции Найнава), Барака (Хасака), Хейр (часть Дейр эз-Зора), Ракка, Дамаск, Халеб, Хомс, Хама, Фурат («Евфрат»; часть Анбара и Дейр эз-Зора)
- в Ливии: Барка, Тарабулус, Феццан
- на Аравийском полуострове: Неджд, Хиджаз, аль-Лива аль-Ахдар, Аден-Абьян, Шабва, Хадрамаут, Сана, Байда
- в других районах: Синай, Алжир, Западная Африка (в Нигерии), Хорасан (Афганистан), Кавказ

## Административная структура
Главой государства является Амир аль-Муминин (Повелитель правоверных, здесь конкретно имеется в виду Абу Бакр аль-Багдади) и он халиф. Он поддерживает и распространяет религию, защищает и укрепляет фронты. Он готовит армии, осуществляет худуд, обеспечивает соблюдение людьми законов шариата и управляет их мирскими делами. Во всем этом ему помогают квалифицированные люди. Это ахлюль-халь валь-акд (те, кто имеет право избирать или смещать халифа от имени уммы) и совет шуры. Донесение постановления после его издания и контроль за его исполнением возложен на избранную группу людей, ведь халиф не может лично выполнять всю работу государства, поскольку это невозможное усилие. Поэтому необходимо, чтобы был орган, который поддерживает его, и этим органом является Делегированный комитет. Делегированный комитет контролирует следующие ветви власти: во-первых, вилаяты; во-вторых, диваны; в-третьих, офисы и комитеты. С расширением Исламского государства возникла необходимость в создании эффективных способов управления и контроля над его территорией. Это привело к образованию вилаятов. Это региональные подразделения, созданные для облегчения управления делами Исламского государства. Каждым вилаятом управляет вали (губернатор), назначенный халифом. В случае чрезвычайных происшествий он обращается к Делегированному комитету. Количество вилаятов Исламского государства, достигло 35, из которых 19 находятся в Ираке и Сирии, а 16 расположены удалённо, охватывая несколько регионов мира.
Во-вторых, диваны. Руководит ими Делегированный комитет. У них есть офисы в каждом вилаяте, которые берут на себя поддержание общественных интересов и защиту религии и безопасности. Диванов 14, и они следующие:
- Диван суда и жалоб: в нём работают судьи, ответственные за разъяснение шариатских постановлений и вменение их в обязанность в вопросах крови, семьи и брака, имущества и других вопросов.
- Диван хисбы: это диван, который отвечает за надзор за общественностью и обязывает её выполнять то, что соответствует шариату.
- Диван призыва и мечети: это диван, ответственный за дават. Он занимается подготовкой и назначением имамов и проповедников, проведением обучающих семинаров и шариатских курсов, а также строительством и ремонтом мечетей.
- Диван закята (милостыни): это диван, ответственный за сбор закята и его распределение по категориям людей, которым он полагается. Он занимается покрытием потребностей бедных и нищих в соответствии с установленным планом и правилами.
- Военный диван: это диван, ответственный за ведение войн Халифата, охрану его фронтов, планирование и проведение необходимой подготовки к военным рейдам, отправку дивизий, бригад и батальонов, в дополнение к обеспечению армии Халифата.
- Диван общественной безопасности: это диван, ответственный за охрану внутренней общественной безопасности в Исламском государстве и за её защиту от всего, что может её нарушить, а также за ведение войны против любых шпионских сетей.
- Диван казначейства: это диван, отвечающий за защиту и сохранность казны Исламского государства, включая богатство и резервы из ресурсов.
- Диван медиа: это орган, ответственный за любой контент, выпущенный Исламским государством, будь это аудио, видео или печатные издания.
- Диван образования: это диван, ответственный за образование. В его задачи входит регулирование учебных программ и курсов в соответствии с нормами шариата и поиск необходимого персонала.
- Диван здравоохранения: это диван, отвечающий за развитие сектора здравоохранения и предоставление любых средств, необходимых для профилактики и лечения болезней.
- Диван сельского хозяйства: это диван, ответственный за сельскохозяйственные и животноводческие ресурсы, а также за поддержание продовольственной безопасности населения Исламского государства.
- Диван ресурсов: это диван, ответственный за добычу нефти, газа и полезных ископаемых.
- Диван добычи и трофеев: это диван, ответственный за учёт и хранение добычи и трофеев. Диван управляет распределением доли от трофеев среди тех людей, которым они полагаются.
- Диван жилищно-коммунальных услуг: это диван, ответственный за обеспечение населения водой и электричеством, за строительство и ремонт дорог. Он также руководит и заботиться о работе инфраструктуры Исламского государства.

Офисы и комитеты:
- Комитет хиджры
- Комитет по делам пленников и шахидов
- Отдел научных исследований
- Управление отдалёнными вилаятами
- Офис по общественным и племенным связям

## Цели
Целью организации является ликвидация границ, установленных в результате раздела Османской империи, и создание исламского государства на территории Ирака и Шама (Леванта) — Сирии, Ливана, Израиля, Палестины, Иордании, Турции, Кипра, Египта и остальных территориях Праведного халифата, как максимум — мировое правительство на территориях всех государств.
Среди прочих целей ИГ также объявлялись:
- уничтожение группировки ХАМАС
- уничтожение государства Израиль
- дестабилизация в Центральной Азии[91]

## Оценки численности группировки
Оценки численности вооружённых участников группировки противоречивы.
К январю 2014 года численность боевиков ИГ достигала 12 тысяч человек.
11 сентября 2014 года численность боевиков оценивалась ЦРУ в 20—31,5 тысяч человек, а 26 сентября 2014 года секретарь Совета Безопасности РФ Н. П. Патрушев оценил их численность в 30—50 тысяч. 29 сентября 2014 года заведующий отделом международной политики «Независимой газеты» А. А. Блинов указывал, что в «боевых действиях в Ираке и Сирии, в которых участвуют, по распространённой оценке, до 12 тысяч джихадистов, прибывших из стран Европы и США». Кроме того он отметил, что последние несколько месяцев «стремительно увеличивалась оценка экспертами численности сил ИГ: 8, 13, 20, 30 и 50 тысяч человек».
По данным американских спецслужб, опубликованным в октябре 2014 года, каждый месяц к организации присоединялось не менее 1000 иностранных добровольцев, а общее число иностранцев — не менее 16 тысяч.
По оценке главы администрации, лидера Иракского Курдистана Фуада Хусейна, данной в ноябре 2014 года, число боевиков ИГ превышало 200 тысяч человек.
По данным МИД РФ, к 21 ноября 2015 года под знамёнами ИГ сражалось более 25 тысяч иностранных боевиков. В свою очередь 10 ноября 2015 года заместитель директора ФСБ Е. С. Сысоев, ссылаясь на оперативные данные, отмечал, что среди боевиков ИГ около 7 тысяч являются уроженцами стран СНГ, из которых почти 2 тысячи — это выходцы из России. По состоянию на июль 2015 года в общей сложности в Сирии и Ираке число активных членов ИГ составило около 80 тысяч человек, включая около 30 тысяч иностранцев, являвшихся преимущественно выходцами с Ближнего Востока и из Северной Африки.
Согласно оценкам аналитического центра Soufan Group Али Соуфана, обнародованным в декабре 2015 года, в Ираке и Сирии на стороне группировки воевали добровольцы из 86 стран численностью 27—31 тысяч человек, при том что в июне 2014 года ряды группировки насчитывали порядка 12 тысяч иностранных боевиков. Специалисты центра отмечали, что усилия по сдерживанию роста численности зарубежных сторонников группировки имеют лишь ограниченный успех, кроме того, «абсолютное большинство исламистов отправляются в Ирак и Сирию для непосредственного участия в боевых действия, а не для того, чтобы пройти подготовку, а затем вернуться на родину для совершения терактов», хотя приблизительно 2700 экстремистов вернулись в свои страны.
В декабре 2015 года ТАСС отмечало: «Ранее замглавы военного ведомства Анатолий Антонов заявил, что в рядах „Исламского государства“ воюют 25—30 тысяч иностранцев, в том числе из России. ЦРУ оценивало численность группировки примерно в 30 тысяч человек, тогда как власти Ирака заявляли о 200 тысячах боевиков».
В августе 2017 года начальник Главного управления Генерального штаба Вооружённых сил России генерал-полковник Игорь Коробов отмечал, что «численность данной группировки в Сирии, по нашей оценке, составляет более 9 тысяч боевиков, которые в настоящее время сосредоточены в основном в центральной части страны и приграничных с Ираком восточных районах республики, главным образом вдоль реки Евфрат».

### Страны происхождения участников
Боевики группировки, согласно данным МИД РФ за ноябрь 2015 года, происходили, в частности, из арабских стран, Европы, России и СНГ, численность воюющих в Сирии и Ираке составила: 500 граждан Кыргызстана, 600 — Узбекистана, 300 — Таджикистана, 200—250 — Туркменистана, 200—250 — Казахстана. Обнародованные в декабре 2015 года данные ФСБ сообщают о примерно 2000 россиян, завербованных в ряды боевиков.
По данным Soufran Group, в 2017 году Россия стала государством с наибольшим числом своих граждан, принимающих участие в боевых действиях на стороне ИГ, опередив Саудовскую Аравию и Тунис.
По данным центра Soufan Group, на стороне ИГ воевали около 900 выходцев из государств Юго-Восточной Азии (в основном — из Индонезии, Малайзии, Сингапура и Филиппин), для которых характерно «стремление вернуться на родину для ведения священной войны».
По китайским данным, на стороне ИГ сражалось несколько сотен мусульман-уйгуров из Китая.

## Вооружение группировки
Согласно докладу правозащитной организации Amnesty International, значительная часть арсенала ИГ состоит из оружия и снаряжения, «украденного, захваченного или незаконно проданного из плохо охраняемых иракских военных запасов».
В апреле 2017 года, при нанесении международной коалицией, возглавляемой США, авиаудара по Западному Мосулу, был уничтожен завод по производству беспилотных летательных аппаратов.

## Экономика и финансирование
Оценки бюджета этой организации разноречивы.
Эксперты Rand Corporation отмечали, что если по состоянию на конец 2008 года ИГ получало доходы в размере около миллиона долларов в месяц, то к 2014 году эта цифра превышала 3 миллиона долларов в день. При этом основным источником как ранее, так и в 2015 году выступала незаконная торговля преимущественно сирийской нефтью.
Состояние экономики Исламского государства в динамике за 2014—2016 годы по данным Международного центра по изучению радикализации и политического насилия (млн долларов):
| Основные доходные статьи бюджета | 2014           | 2015           | 2016           |
| -------------------------------- | -------------- | -------------- | -------------- |
| Налоги и сборы                   | 300—400        | 400—800        | 200—400        |
| Торговля нефтью                  | 150—450        | 435—550        | 200—250        |
| Торговля людьми / похищения      | 20—40          | неизвестно     | 10—30          |
| Торговля антиквариатом           | неизвестно     | неизвестно     | неизвестно     |
| Внешние вливания                 | незначительные | незначительные | незначительные |
| Трофеи и конфискации             | 500—1000       | 200—350        | 110—190        |
| ИТОГО                            | 910—1890       | 1035—1700      | 520—870        |

Согласно данным корреспондента ТАСС Д. Зеленина, бюджет организации по состоянию на август 2014 года достигал 7 млрд долларов. В свою очередь журнал Forbes Israel в ноябре 2014 года указывал число около 2 млрд $. В конце 2015 года — начале 2016 года интернет-изданием Взгляд.ру указывалось, что бюджет составляет 2,3 млрд долларов.
24 ноября 2014 года на заседании Контртеррористического комитета Совета безопасности ООН сообщили, что за 2013 год Исламское государство стало одним из лидеров по финансовой выручке от захвата заложников — 45 млн долларов. По оценке израильского издания журнала Forbes, общий бюджет организации сравним с бюджетом крупной корпорации и составляет около 2 млрд долларов. Основным источником поступлений в бюджет террористической организации стали доходы от продажи нефти (в руках организации находятся несколько крупных нефтяных месторождений и НПЗ в Ираке и Сирии), также террористы захватили сотни миллионов долларов в банках занятых ими городов.
По оценкам Министерства финансов США, обнародованным в декабре 2015 года, организация ежемесячно получала от контрабанды нефти 40 млн долларов, а за время своего существования получила от неё более 500 млн долларов; ограбления банков принесли группировке 0,5—1 млрд долларов.
17 декабря 2015 года, выступая на заседании Совета Безопасности ООН по теме противодействия финансированию терроризма, Постоянный представитель Российской Федерации при ООН В. И. Чуркин отметил, что «доход ИГИЛ от сбыта фосфатов достигает 250 миллионов долларов, от продажи ячменя и ржи — 200 миллионов, цемента — 100 миллионов». «Осуществляется торговля заложниками и культурными ценностями. Не прекращаются иностранные пожертвования», — отметил Чуркин. По словам Чуркина, сбыт углеводородного сырья «организован при посредничестве теневых экономических структур», причём нефть приобретается контрабандистами за наличный расчёт в районах добычи. «Они свободно пересекают границы, вступают в прямой контакт с главарями ИГИЛ и договариваются о сделках», — сообщил дипломат. Он отметил, что доходы ИГ от продажи нефти достигают $1,5 млн в день, при этом «наибольший объём нефтепродуктов реализуется через Турцию». Средства от нелегальной торговли исламисты тратят на оружие, боеприпасы и снаряжение. Как сообщил Чуркин, высший военный совет ИГ «ежемесячно выделяет на эти цели более $30 млн».

### Налоги
В 2009 году руководство ИГ создало некое подобие налогового кодекса, согласно которому налогообложение касалось всех услуг ЖКХ, в том числе за услуги поставок в дома электричества, воды и газа. Налогами были обложены все до единого предприятия, а лица, не являющиеся мусульманами, были обязаны платить джизью. Кроме того, были введены особые сборы для грузовиков, въезжающих на территорию ИГ. Отдельный процент следовало заплатить за снятие наличных в банкоматах. Аналитики Thomson Reuters подсчитали, что подобная система налогообложения ежегодно приносила ИГ не менее 360 миллионов долларов.

### Грабежи
По мнению экспертов, источником финансирования группировки являются доходы от криминальной деятельности её членов (в основном грабежей, выкупов, полученных после взятия заложников и т. д.). После ограбления банков в крупных северо-западных иракских городах финансовый потенциал ИГ значительно увеличился, поскольку только в Мосуле, являющимся вторым по величине городом Ирака, была изъята наличность на сумму 500 млн долларов, а в июне 2014 года из филиала Центрального банка Ирака боевикам удалось захватить, по разным оценкам, от 1,5 до 2 млрд долларов. Также продавалась и сдавалась в аренду конфискованная недвижимость, собственниками которой ранее были солдаты и офицеры иракской армии, а также государственные служащие, политики и сотрудники правоохранительных органов — полиции, прокуратуры и судов.

### Торговля на чёрном рынке
На чёрных рынках продавались самые разные товары — автомобили, кабели, мебель, строительная техника, электрические генераторы, а также целые стада овец.

#### Нефть
ИГ торговало нефтью Ирака и Сирии на чёрном рынке (со скидкой), зарабатывая от 25 до 60 долларов за баррель, получая от 1 до 3 млн долларов в день.
Общий объём оценивался в 350 000 баррелей в сутки. Основным местом сбыта называли Турцию, в которую ресурсы приходили через посредников.

#### Антиквариат
На захваченных ИГ территориях оказались зоны археологических раскопок, галереи и частные коллекции, а также располагалось не менее 4500 исторических памятников, включавших несколько десятков из списка объектов всемирного наследия ЮНЕСКО, среди которых музеи Пальмиры и построенный в IX веке до н. э. дворец ассирийского царя Ашшурнацирапала II. Вашингтонский институт ближневосточной политики подсчитал, что подпольная торговля историческими реликвиями приносила ИГ ежегодный доход в размере не менее 100 миллионов долларов, что стало вторым после продажи нефти главным источником финансирования террористов.

#### Оружие
Наряду с использованием захваченного на оккупированных территориях оружия, боевой техники и боеприпасов, которые ранее были получены иракской армией от властей США, трофеи выставлялись на продажу на чёрных рынках ближневосточных стран.

#### Зерно
Захваченные ИГ территории в Ираке и Сирии являлись основными сельскохозяйственными областями этих стран, где выращивалась пшеница и ячмень. Полученные урожаи сельскохозяйственных культур с более чем 50 % скидкой продавались иорданским и турецким перекупщикам, что ежегодно приносило доход в размере не менее 200 миллионов долларов. Кроме того, на продажу шло зерно, которое в размере ровно 10 % от урожая были обязаны сдавать производители сельскохозяйственной продукции.

#### Фосфаты и сера
Недра захваченных территорий обладали большими запасами фосфатов и серы, и продажа одной лишь непереработанной породы могла приносить доход в размере не менее 50 миллионов долларов в год. Кроме того, по некоторым данным, с 2013 по 2015 годы руководство ИГ пыталось восстановить перерабатывающее производство, чтобы увеличить прибыль до ежегодных 300 миллионов долларов.

### Спонсорская помощь и пожертвования
Кроме того, террористы получали финансовую помощь от частных инвесторов из стран Персидского залива, в частности из Кувейта и Саудовской Аравии, поддерживающих войну с режимом Башара Асада.
Несмотря на то, что спонсорская помощь и пожертвования частных лиц (большая часть которых — предприниматели или состоятельные семьи из Катара, Кувейта, Объединённых Арабских Эмиратов и Саудовской Аравии) так и не стали главным источником доходов, их ежегодный приток составлял до 40 миллионов долларов. В 2013 году в докладе экспертов Брукингского института, указывалось, что подавляющее большинство спонсоров направляло эти средства для осуществления борьбы с правительством Башара Асада и наряду с Исламским государством, по меньшей мере несколько оппозиционных сирийских группировок, получали эти деньги. Также небольшие суммы наличных денег привозили иностранные добровольцы, что в совокупности могло составлять до 1-3 миллионов долларов в год.

### Рабство
В октябре 2016 года в специальном докладе ООН указывалось, что только за 2015 год ИГ выручило на торговле заложниками до 45 миллионов долларов.
Женщины, бежавшие от ИГ, утверждают о тысячах обращённых в рабство женщинах и детях, которых в том числе продают как наложниц. Существует изданный в ИГ сборник правил для рабов. Доклад ООН также содержит аналогичные данные. В рабство ИГ обращает тех, кто не поддержал ИГ, независимо от возраста, пола, национальности, религии.

### Валюта
ИГ начало выпускать собственную валюту — динар, а также серебряный дирхам и медный филс. Заявлено, что курс одного динара (21 карат, или 4,25 грамма золота) составляет 139 долларов США, дирхем (2 грамма серебра) — около 1 доллара, 10 филсов (10 граммов меди) — 6,5 центов.

## Социальные функции
Боевики ИГ и члены их семьи обладали особыми льготами и неким «социальным пакетом», куда, среди прочего, входило бесплатное жильё и медицинское обслуживание, в то время как все остальные обязаны были получать всё на платной основе.
Чтобы среди населения не назревали протестные настроения, ИГ организовало массовую слежку за населением, пресекая любые попытки нарушения установленных законов, во многом им помогала введённая практика повсеместного доносительства. Вместе с тем, часть очевидцев отметила, что ИГ принимало меры по восстановлению инфраструктуры городов, находившейся в упадке. Частично налажена подача питьевой воды, электричества, горючего, интернета и т. п., открыты больницы, не работавшие со времён иракской войны.

### Здравоохранение
В апреле 2015 года пресс-служба вилаята Эр-Ракка опубликовала видеоотчёт о работе «Службы здравоохранения Исламского государства». В нём показана центральная больница города Эр-Ракка, регулярная работа которой была налажена силами министерства здравоохранения Исламского государства. Показано обслуживание жертв военных действий и аварий, а также отдел рентгенографии с отдельным женским отделением. Кроме того, в видео содержится интервью с выходцем из Австралии Абу Юсуфом (позднее в нём был опознан бывший студент университета Аделаиды Тарик Камлех), переселившимся в «халифат» для оказания медицинских услуг, которые, по его словам, являются частью его джихада. Отдельно было обращено внимание на довольно хорошую техническую оснащённость госпиталя.

### Образование
Некоторые русскоязычные боевики привезли с собой семьи. Для их детей организовывались специальные религиозные школы с раздельными классами для мальчиков и девочек, где изучались ислам, русский и арабский языки и прочие школьные предметы, а темы, связанные с теорией эволюции, исключались.

## Пропаганда
Исламское государство с начала своего существования создало мощную пропагандистскую структуру. Медиаотделением ИГ позиционируется агентство «Аль-Фуркан» (араб. الفرقان‎ — «Различение добра и зла»). Выпущенный в мае 2014 года фильм «Звон мечей» (араб. صليل الصوارم‎ «Салиль ас-саварим») канал CNN сравнивает с продукцией профессионального кинематографа.
В конце сентября 2014 года пропагандисты ИГ выложили в интернет англоязычный (с субтитрами на арабском) фильм «Пламя войны» (араб. لهيب الحرب‎ Lahīb al-Ħarb, англ. Flames of War) от студии «Аль-Хайят» (досл. «Жизнь», араб. الحياة للإنتاج الإعلامي‎ al-Ħayāt lil-intājil-iʕlāmī, англ. Al-Hayat Media Center). Этот насыщенный спецэффектами фильм более политизирован, нежели «Звон мечей» — в частности, акцент сделан на угрозах в адрес США и их союзников.
Сама студия нацелена в большей мере на иностранную и иноязычную аудиторию, она производит как собственные фильмы, так и субтитры к фильмам других медиаподразделений ИГ, таких как «Аль-Фуркан» и «Аль-И’тисам». Основные языки, которыми оперирует медиа-центр «Аль-Хайят»: арабский, английский, немецкий, французский, русский, хинди и урду, бенгали, турецкий, курдский и другие.
Исламское государство ежедневно выпускает текстовые аудио-отчёты о новостях на пяти языках (арабский, английский, русский, французский, курдский) в рамках так называемого «Радио аль-Баян». Каждый вилаят (провинция) ИГ имеет собственную медиа-службу, публикующую фото и видео из этого вилаята. Не все материалы ИГ содержат сцены насилия: довольно много отчётов о работе системы здравоохранения, шариатской полиции и судов, пунктов сбора закята. Кроме того, у ИГ есть свой интернет-журнал «Дабик», в котором (с упором на иностранную, не арабскую аудиторию) освещаются различные моменты из жизни ИГ.
По данным The New York Times, сторонники ИГ в пропагандистских целях создали 2,3 млрд аккаунтов в социальных сетях.
3 июля 2017 года ИГ распространило 66-страничный «Справочник одинокого волка» являющийся подробным руководством для проведения террористических актов с максимальным медийным эффектом.

## Преступления
В марте 2015 года был опубликован доклад ООН, основанный на исследованиях, проводившихся экспертами ООН в Ираке в период между июнем 2014 года и февралём 2015 года. По словам руководителя исследовательской группы: «Группировка „Исламское государство“ не пощадило ни одну общину в Ираке. Насилию подверглись езиды, христиане, туркмены, сабии-мандеи, курды, шииты и представители других общин, в том числе и сунниты. По сути мы видим, как в Ираке разрушается богатое этническое и религиозное разнообразие».
Наибольшим репрессиям со стороны ИГ подверглись езиды. Согласно докладу, действия, совершаемые ИГ в отношении них, направлены на то, чтобы уничтожить езидов как группу, и могут быть классифицированы как геноцид.
В докладе отмечается, что боевики ИГ совершают на территории Ирака следующие преступления: массовые казни, этнические чистки, использование несовершеннолетних в боевых действиях, принудительное обращение в ислам. Также боевики ИГ склоняют девочек и женщин иноверцев к занятию проституцией, разрушают исторические памятники и религиозные святыни, совершают нападения на объекты инфраструктуры. По мнению авторов доклада, действия ИГ могут быть классифицированы как геноцид, военные преступления и преступления против человечества.
В ИГ официально возрождено рабство, открыто действуют невольничьи рынки.

### Террористические акты
Одним из первых террористических актов, за который группировка взяла ответственность, был подрыв фугаса близ города Баакуба в провинции Дияла (Ирак) 6 мая 2007 года, в результате которого погиб российский фотокорреспондент Дмитрий Чеботаев и 6 американских военнослужащих. Начиная с 2009 года, группировка регулярно заявляет о своей ответственности за взрывы, нападения и другие преступления.
- 19 августа 2009 года три заминированных автомобиля взорвались около министерства финансов Ирака, министерства иностранных дел и префектуры Багдада, в результате чего погибли и получили ранения порядка 550 человек[142].
- 25 октября 2009 года — подрыв двух начинённых взрывчаткой автомобилей в центре Багдада (возле зданий администрации губернатора и министерства юстиции): погибли 155 человек[143].
- 31 октября 2010 года — захват заложников в кафедральном соборе Багдада, принадлежащем Сирийской католической церкви: погибли 58 человек.
- 10 января 2015 года ИГ взяло на себя ответственность за захват заложников в магазине кошерных изделий в 12-м округе Парижа. Нападение совершил Амеди Кулибали, сторонник Исламского государства во Франции[144].
- 31 октября 2015 года группировка, сотрудничающая с ИГ, взяла на себя ответственность за крушение российского самолёта над Синайским полуостровом[145].
- 12 ноября 2015 — теракты в Бейруте. Погибло 43 человека и более 240 ранено.
- 13 ноября 2015 года в Париже произошла серия терактов, в том числе захват заложников в театре Батаклан. В ходе терактов погибло 130 человек, более 400 ранены; убиты или взорвались 9 террористов. ИГ заявило на своём веб-сайте об ответственности за теракты[146][147].
- 22 марта 2016 года террористы устроили серию терактов в Брюсселе[148]. Погибло 32 человека и более 340 ранено[149].
- 11 мая 2016 — тройной террористический акт в Багдаде. Общее число погибших превышает 80 человек, около 140 человек ранены[150].
- 17 мая 2016 — четыре взрыва в Багдаде погибло 72 человека, 150 ранено. 34 человека погибли при взрывах около рынка в шиитском районе Шааб[151].
- В ночь на 12 июня 2016 года Омар Матин, объявивший о своей приверженности идеям ИГ, вооружившись винтовкой и пистолетом напал в Орландо (штат Флорида) на ночной гей-клуб Pulse, где закрылся вместе с несколькими заложниками. Спустя несколько часов Матин был убит, а заложники освобождены. В итоге нападения погибло 50 человек, включая самого Матина, а ещё 53 получили ранения. Ответственность за произошедшее взяло на себя ИГ, объявив, что Матин был его бойцом[152].
- 13 марта 2016 года террористы устроили убийство в Маньянвиле[153].
- 28 июня 2016 — 2 взрыва в аэропорту Стамбула Ататюрк. Погибло 45 человек, пострадало 230 человек[154].
- 3 июля 2016 — двойной террористический акт в Багдаде. Первый взрыв в центральном районе Аль-Каррада, второй возле рынка Аш-Шааб, погибло 347 человек, 246 раненых.
- 14 июля 2016 — террористический акт в Ницце, где Мохамед Лауэеж Булель, выходец из Туниса, на грузовике врезался в толпу людей на Английской набережной в Ницце, Франция. Погибло 86 человек, 434 раненых[155].
- 23 июля 2016 — теракты в Кабуле. Более 97 погибших, 260 раненых.
- 19 декабря 2016 — теракт на рождественском базаре на Брайтшайдплац в Берлине. Грузовик-фура с полуприцепом въехал на заполненную людьми территорию рождественского базара на площади Брайтшайдплац в берлинском районе Шарлоттенбург. Погибли 12 человек, ранены 56.
- С 31 декабря 2016 года по 8 января 2017 года — серия из восьми терактов в иракской столице Багдад. В результате взрывов погибли по меньшей мере 118 человек и минимум 249 — раненых.
- 22 марта 2017 — теракт на Вестминстерском мосту в Лондоне. Погибли 5 человек, 48 ранены.
- 9 апреля 2017 — серия скоординированных террористических актов, произошедших в египетских городах Танта и Александрия. Погибли 45 человек, ранены 144.
- 22 мая 2017 — теракт в Манчестере. Погибли 22 человека, более 120 получили ранения.
- 3 июня 2017 — серия нападений в Лондоне. Погибли 8 человек, ранены 48.
- 7 июня 2017 — теракт в Тегеране. Погибли 18 человек, ранены 52.
- 17 августа 2017 — теракт в Барселоне. Погибли 16 человек, ранены 152.
- 19 августа 2017 — Исламское государство взяло ответственность за резню в Сургуте[156].
- 22 сентября 2018 — ингимаси Исламского государства атаковали скопление иранских сил в городе Ахваз на юге Ирана на военном параде. Погибли более 20 человек, более 70 пострадали.
- 11 декабря 2018 — стрельба в Страсбурге. Погибли 5 человек, ранены 11.
- 27 января 2019 — теракт в соборе в Холо. Погибли 20 человек, ранены 102.
- 21 апреля 2019 — теракты в Шри-Ланке. Погибли 269 человек, ранены более 500
- 26 августа 2021 — теракт в аэропорту Кабула. Погибли 182 человека, включая 13 американских военнослужащих.
- 3 января 2024 — теракт в Кермане. Погибли 96 человек, пострадали 284.
- 22 марта 2024 — теракт в «Крокус Сити Холле». Погибли 145 человек, пострадали 551[157][158].
- 22 июня 2025 года — взрыв церкви Мар-Элиас (приписывается ИГИЛ).

### Убийства мирных жителей и захваченных военных

Казнь коптов в Ливии

В 2015 году число казнённых ИГ только на опубликованных видеозаписях достигло 5000.
- Летом 2014 года боевики ИГ убили 500 мужчин из общины езидов и захватили в рабство около 300 женщин. Министр по правам человека Ирака Мухаммад Шайа ас-Судани сказал в воскресенье агентству «Reuters», что боевики ИГ казнили 500 мужчин-езидов, одного из меньшинств в Ираке, причём некоторые из жертв были похоронены заживо, а также похитили сотни женщин.
- 11 июня 2014 года ИГ освободило тюрьму «Бадуш» города Мосул и казнило 670 заключённых-шиитов[160].
- 16 июня 2014 года ИГ объявило, что берёт на себя ответственность за убийство 1700 курсантов училища ВВС на военной базе Спайкер в Тикрите после того, как база и большая часть города оказались у них в руках.
- 19 августа 2014 года опубликовано видео, где участник ИГ Мухаммад Эмвази обезглавил американского журналиста Джеймса Фоули[161].
- 28 августа 2014 года опубликовано видео, на котором боевики ИГ казнят 250 сирийских солдат[162].
- 2 сентября 2014 года опубликовано видео, где участник ИГ обезглавил американского журналиста Стивена Сотлоффа[163].
- 14 сентября 2014 года опубликовано видео, где участник ИГ казнил британского сотрудника гуманитарной миссии Дэвида Хэйнса, похищенного в Сирии в 2013 году[164].
- 22 сентября 2014 года более 300 иракских военных погибли при химической атаке ИГ[165].
- 24 сентября 2014 года в Алжире боевики, связанные с Исламским государством казнили взятого в заложники французского журналиста Эрве Гурделя.
- 3 октября 2014 года в сети появилось видео, где боевик ИГ обезглавил таксиста и водителя, развозившего гуманитарную службу в разрушенные города Сирии — британца Алана Хеннинга, похищенного в Сирии в декабре 2013 года. На видео в качестве следующей жертвы указан американец Питер Эдвард Кассиг, бывший американский рейнджер, ветеран войны в Ираке и член одной из благотворительных организаций[166].
- 16 ноября 2014 года опубликовано видео казни 22[167] сирийских офицеров и пилотов и казни Питера Эдварда Кассига[168].
- 13 января 2015 года Исламское государство опубликовало в интернете видео убийства ребёнком двух сотрудников ФСБ РФ[169].
- 16 января 2015 года в городе Мосул боевики ИГ забили камнями женщину, обвинённую в прелюбодеянии, и сбросили с крыши здания двух гомосексуалов[170].
- 24 января 2015 года был обезглавлен гражданин Японии Харуна Юкава, сотрудник частной военной компании[171], а 31 января — другой гражданин Японии, журналист Кэндзи Гото[172]. Об обезглавливании Харуны Юкавы стало известно 24 января после того, как в сети Интернет появилось фото, на котором Кэндзи Гото держит в руках фото обезглавленного заложника Харуны Юкавы. Через неделю, 31 января появилось в сети видео, на которой показан момент казни японского журналиста Кэндзи Гото[173].
- 3 февраля 2015 года боевики ИГ распространили видеозапись, на которой запечатлена расправа над захваченным ранее иорданским военным лётчиком Муазом аль-Касасибой путём сожжения заживо[174]. В ответ 4 февраля 2015 года властями была казнена Саджида Мубарак Атрус ар-Ришави — организатор терактов в Аммане, которые произошли 9 ноября 2005 года.
- 15 февраля 2015 года в сети появилось видео казни 21 египетского христианина, убийство обосновано гонениями на женщин-мусульманок в Египте[175].
- 23 февраля 2015 года после неудачной попытки прорыва к турецкой границе боевики ИГ устроили резню ассирийцев, проживавших в провинции Хасеке. Были убиты десятки человек, сотни людей были вынуждены бежать в районы, не контролируемые ИГ. Боевики сожгли местную христианскую церковь, разрушили дома ассирийцев[176].
- 10 марта 2015 года группировка распространила видеозапись, на которой ребёнок убивает выстрелом в голову 19-летнего Мухаммеда Исмаила — палестинца, который признался в шпионаже в пользу израильской разведки.
- 18 апреля 2015 года на территории дворцового комплекса, принадлежавшего Саддаму Хусейну было обнаружено более 160 тел военных, убитых боевиками ИГ предположительно в июне 2014 года[177].
- 19 апреля 2015 года в сети появилось видео казни 30 эфиопских христиан на территории Ливии. В видео расправляются над двумя группами эфиопских христиан: членов одной из них расстреливают, членов другой группы обезглавливают на берегу Средиземного моря[178].
- 17—18 мая 2015 года боевиками Исламского государства было убито более 500 мирных жителей и солдат в иракском городе Рамади после его захвата[179].
- 24 мая 2015 года более 400 человек, большинство из которых — женщины и дети, погибли от рук боевиков в сирийском городе Пальмира, занятом 21 мая[180]. Всех этих людей исламисты обвинили в «связях с сирийским правительством»[181].
- 23 июня 2015 года боевики ИГ выложили в сеть видеозапись с жестокими убийствами 15 иракцев, обвиняемых в шпионаже. Пятеро из них были утоплены в бассейне, трое — расстреляны из гранатомета, ещё семь человек были взорваны при помощи взрывчатки.
- 4 июля 2015 года подростки-боевики расстреляли 25 пленных сирийских военнослужащих в римском амфитеатре Пальмиры[182].
- 9 августа 2015 года агентство EFE сообщило о казни боевиками ИГ в Мосуле более 300 работников высшей избирательной комиссии Ирака (в том числе — 50 женщин)[183][184]. Их обвинили в «измене и верооступничестве»; тела после казни не были отданы родственникам для погребения.
- 12 августа 2015 года боевиками ИГ был обезглавлен 30-летний гражданин Хорватии Томислав Салопек, сотрудник французской нефтегазовой компании[185].
- 18 августа 2015 года стало известно о том, что боевиками ИГ был обезглавлен 81-летний главный смотритель античного комплекса Пальмиры, археолог Халид Асаад[186].
- 31 августа 2015 года ИГ опубликовало видео сожжения заживо четырёх иракских шиитских ополченцев в отместку за подобные зверства, совершённые иракскими шиитскими ополченцами против суннитов[187].
- 24 октября 2015 года появилось видео, на котором пленного сирийского солдата переезжают танком[188].
- 19 ноября 2015 года террористами казнены 48-летний норвежец Уле Йохан Гримсгорд-Офстад, который отправился добровольцем воевать в Сирию на стороне войск Башара Асада, и 50-летний гражданин КНР Фан Цзинхуэй[189][190][191].
- 2 декабря 2015 года боевики ИГ распространили видеозапись казни 23-летнего Магомеда Хасиева, представившимся сотрудником ФСБ РФ. 3 декабря 2015 года глава Чечни Рамзан Кадыров подтвердил, что убитый является чеченцем, однако опроверг тот факт, что он сотрудничал с российскими спецслужбами.
- 10 января 2016 года боевики ИГ казнили 80 человек в Ираке. По словам источника, террористы обвинили людей в шпионаже и сотрудничестве с властями Ирака[192].
- 16 января 2016 года боевики ИГ убили 85 человек в сирийской провинции Дэйр-эз-Зор[193].
- 8 февраля 2016 года боевики ИГ казнили 300 бывших полицейских и военных в Ираке[194].
- 13 сентября 2016 года ИГ опубликовало видео в котором показано, как 19 сирийских мужчин убивают, как овец, за сотрудничество с международной коалицией[195].
- 22 октября 2016 года боевики ИГ казнили почти 300 человек в районе Мосула[196].
- 22 декабря 2016 года боевики ИГ опубликовали видео сожжения заживо двоих турецких солдат[197]. После публикации видеозаписи сожжения двух турецких военных боевиками ИГ турецкие власти временно заблокировали доступ к соцсетям Twitter и Facebook, а также видеохостингу YouTube на территории страны[198].
- 9 мая 2017 года ИГ опубликовало видео казни «российского полковника»[199].

### Уничтожение культурного наследия
- В феврале 2015 года боевики ИГ взорвали центральную библиотеку Мосула, уничтожив от 8 до 10 тысяч книг. Во дворе библиотеки исламисты устроили костёр из книг и рукописей[200]. Также в феврале боевики ИГ кувалдами и дрелями уничтожали экспонаты музея города Мосул. В размещённом в интернете видеоролике, показывающем это, они заявили, что статуи и скульптуры способствуют идолопоклонству и пророк Мухаммед велел им избавляться от таких реликвий (мотивацией же уничтожения библиотеки было объявлено то, что книги и манускрипты «способствовали инакомыслию»)[201].
- 4 марта 2015 года боевики ИГ начали бульдозерами ровнять с землёй руины строений и оставшиеся статуи древнего ассирийского города Нимруд[202]. 7 марта боевиками таким же образом были уничтожены руины древнего города Хатра[203]. По сообщениям местных жителей, 8 марта 2015 года боевики ИГ также частично разграбили, частично уничтожили руины города Дур-Шаррукин[204]. Совет Безопасности ООН осудил уничтожение Исламским государством памятников и предметов исторической, культурной и религиозной ценности, поставив эти действия в один ряд с террористическими актами[203].
- 25 июня 2015 года боевики ИГ взорвали гробницы шиитского святого Мухаммеда бен Али и суфийского религиозного деятеля Низара Абу Баха ад-Дина[205].
- В августе 2015 года боевиками ИГ были разрушены древние храмы Баалшамина и Бэла в сирийской Пальмире[206].

### Торговля людьми
По информации специального представителя Генерального секретаря ООН по вопросам сексуального насилия в конфликтах Зейнаб Бангура, боевики распространили прейскурант на рабов — захваченных женщин и детей. Мальчики и девочки в возрасте от года до девяти лет стоят 165 долларов, подростки в возрасте от 11 до 16 лет продаются по 124 доллара. Цена женщин старше 20 лет ещё ниже — приблизительно 80 долларов. По мнению Bloomberg, подлинность этого прейскуранта остаётся под вопросом, хотя Бангура настаивает на его достоверности. По мнению заместителя директора Музея антропологии и этнографии им. Петра Великого РАН («Кунсткамера»), исламоведа Ефима Резвана, большинством среди покупателей рабов являются не частные лица, а мафиозные организации.

### Применение химического оружия
По данным The Wall Street Journal, в 2014 году ИГ применяло хлор как в боях с иракской армией, так и против мирного населения. В июле 2015 года ИГ применило боевое отравляющее вещество иприт в боях против иракских курдов. Тогда же группа экспертов Conflict Armament Research (CAR) и Sahan Research, проводивших расследование, подтвердила факт использования ИГ химического оружия. Представители ЦРУ, ОЗХО и других правительственных и международных организаций неоднократно подтверждали сообщения об использовании боевиками ИГ химического оружия на территории Ирака и Сирии.
В марте 2017 года боевики ИГ применили снаряды с отравляющим газом против вооружённых сил Ирака в районе Баб-эт-Туб в Западном Мосуле, в результате чего пострадали журналисты курдской телекомпании Rudaw Media Network. В апреле Associated Press со ссылкой на неназванного офицера иракской армии сообщило, что боевиками ИГ была использовала ракета с хлором, из-за которой семеро военных были госпитализированы после возникших осложнений с дыханием, а военный корреспондент CBS News журналист Дэвид Мартин сообщил, что против располагавшихся в одной из воинских частей Ирака военных инструкторов США и Австралии боевиками ИГ был применён отравляющий газ иприт, однако пострадавшими оказались 25 иракцев, которым в дальнейшем была оказана медицинская помощь.

## ИГ и международное сообщество

Карта стран, противостоящих ИГ
Члены операции «Непоколебимая решимость»
Противостоящие государства, не входящие в коалицию
Территория, подконтрольная ИГ в 2015 году

Военные действия местных сил (правительств и оппозиционных группировок Сирии и Ирака) против ИГ активно поддерживают международная коалиция во главе с США (с 2014 года), Россия (с 2015 года), а также в некоторой степени сопредельные Турция и Иран.
ИГ признано многими странами и международными организациями как террористическая структура исламских фундаменталистов.
Многочисленные преступления террористов подвергаются критике со стороны международных органов. Так, по данным ООН, боевики Исламского государства с начала 2014 года убили и изувечили до семисот детей. На ИГ распространяются международные санкции в соответствии с резолюциями Совета Безопасности ООН, принятыми против «Аль-Каиды» и связанных с ней организаций. Организация признана террористической в России, США, Европейском союзе, Австралии, Канаде, Саудовской Аравии, Великобритании, Турции, Иране, Израиле, Индонезии и Японии. 8 сентября 2014 года Лига арабских государств признала Исламское государство террористической организацией.
В результате опроса, проведённого американской организацией среди 5100 арабов-суннитов из нескольких стран (Тунис, Египет, Палестина, Иордания, Саудовская Аравия, Ливан и Ирак), было заявлено, что 85 % опрошенных отрицательно относятся к действиям ИГ и только 11 % поддерживают их. При этом, как заявляет проводившая опрос организация, важными факторами поддержки части населения являются неприятие режима Асада, политики Запада и враждебность к шиитам. И лишь малая доля из поддерживающих ИГ считает их защитниками исламских религиозных ценностей. Одновременно 73 % из всех опрошенных негативно оценивают политику США на Ближнем Востоке.
Некоторые мусульманские богословы заявили о непризнании государства, которое провозгласили члены ИГ, и посчитали, что мусульмане не обязаны выражать верность «халифу Абу Бакру аль-Багдади». К примеру, Умар аль-Хаддуши, известный марокканский богослов, назвал лидера организации вероотступником. В свою очередь, египетский проповедник Хани ас-Сибаи опубликовал через «Твиттер» реплику, адресованную бойцам-членам ИГ: «Бог только с правоверными мусульманами».
В октябре 2015 года в сети стала распространяться информация с ссылкой на аудио-обращение, распространённое через каналы исламистов, в котором ИГ объявило джихад России и США. В качестве главной мишени исламистов аль-Аднани все же назвал не Россию, а Соединённые Штаты. По словам представителя ИГ, американцы пригласили в Сирию, Россию и Иран для совместной борьбы с боевиками, так как ослабели в боях. Как заверил аль-Аднани, всех, кто будет противостоять бойцам ИГ, ждёт поражение. Он также предостерёг повстанцев, сражающихся против режима сирийского президента Башара Асада, от бесперспективного, по его мнению, ввязывания в конфликт с ИГ.
В декабре 2015 году духовный лидер тибетских буддистов Далай-лама XIV заявил о необходимости диалога с Исламским государством. Согласно его учению, победить ИГ можно только «сделав его другом»: «Необходимо слушать, понимать, так или иначе проявлять уважение. Другого пути у нас нет».

### Страны Азии

#### Израиль
Лидеры Исламского государства неоднократно заявляли о стремлении ликвидировать Израиль с политической карты мира. 4 сентября 2014 года деятельность Исламского государства была запрещена на территории Израиля, а 25 октября 2015 года Исламское государство было включено в список террористических организаций.

#### Катар
Катар часто указывали как главный источник финансирования Исламского государства. Так, 22 августа 2014 года немецкий политик Герхард Мюллер прямо обвинил Катар в финансировании ИГ.
Несмотря на то, что под давлением США и стран Персидского Залива Катар, на территории которого находится крупнейшая на Ближнем Востоке база ВВС США — аль Удейд, принял непосредственное участие в войне с ИГ, эта поддержка, по мнению обвинителей, не прекратилась.
В октябре 2014 года британский премьер-министр Дэвид Кэмерон провёл с эмиром Катара Тамимом ибн Хамадом Аль Тани переговоры, в ходе которых обсудил с ним выдвигаемые против Катара обвинения, что часть денег, выделяемых на подготовку чемпионата мира по футболу уходит на финансирование ИГ.
Власти Катара, в свою очередь, утверждали, что финансируют только умеренную сирийскую оппозицию.

#### Турция
В 2016—2017 гг. турецкие войска вместе с боевиками из «Свободной сирийской армии» (ССА) перешли сирийскую границу и начали операцию «Щит Евфрата», чтобы изгнать из зоны к северу от Алеппо силы ИГ и отряды YPG.

#### Саудовская Аравия
Исламское государство не признаёт авторитета саудовских королей. Верховный муфтий Саудовской Аравии, глава Комитета старейших учёных и Комитета по научным исследованиям и фетвам шейх Абдуль-Азиз ибн Абдуллах Аль аш-Шейх указал, что «идеи экстремизма, жестокости и терроризма не имеют ничего общего с исламом, более того, они — враги ислама номер один, а первыми их жертвами являются сами мусульмане». В качестве примера муфтий привёл ИГ и «Аль-Каиду» и ответвившиеся от них группировки. По его утверждению, «все эти группы — хариджиты, не относящиеся к исламу, и не даровано им (прямое) руководство».

### США
В рядах ИГ на 2015 год насчитывали 250 американцев, что гораздо меньше по сравнению с другими западными странами. Некоторое количество лиц, причисляемых к ядру управления ИГ, до создания группировки находилось в заключении в руках у американских военных.
Спецслужбы США подготавливали боевиков Сирийских демократических сил для борьбы с ИГ.
22 ноября 2015 года Обама в своём выступлении пообещал, что США уничтожат ИГ.
17 марта 2016 года государственный секретарь США Джон Керри обвинил Исламское государство в геноциде.

### Страны Европы
Значительную часть людей, переезжавших из стран Запада на территорию ИГ, составляли женщины — по некоторым данным, их количество составляло около 10 %. Их вербовали, как правило, через социальные сети.
По оценке члена Лейбористской партии Халида Махмуда, в рядах ИГ находилось приблизительно полторы тысячи граждан Великобритании.
Британский министр иностранных дел Филип Хэммонд осудил действия ИГ, но заявил, что Великобритания не намерена осуществлять в регионе наземную операцию. Аналогичное заявление озвучил и премьер-министр Соединённого Королевства Дэвид Кэмерон.
Деятельность ИГ на территории Германии запрещена с 12 сентября 2014 года. По данным главы министерства внутренних дел Германии Томаса де Мезьера, в рядах ИГ находилось почти 650 граждан Германии.
В середине сентября 2015 года после заявления Франсуа Олланда ВВС Франции присоединились к коалиции стран, наносящих авиаудары по территории ИГ. Ответом на это стала серия терактов в Париже вечером 13 ноября.

### Грузия
Известно о том, что до двадцати уехавших воевать на стороне ИГ жителей Грузии проживали на западе страны, в Аджарии. Также известно о множестве экстремистов из Панкисского ущелья. В ноябре 2015 года в Сети появился видеоролик, в котором исламисты из Грузии грозят захватом страны и созданием на её территории вилаята. Из-за угрозы со стороны террористов в Грузии были введены усиленные меры безопасности.

### Россия
29 декабря 2014 года Верховный суд РФ признал организацию «Исламское государство Ирака и Леванта» террористической международной организацией и запретил её деятельность в России. Начиная с декабря 2015 года глава Роскомнадзора Александр Жаров заявлял, что российские СМИ обязаны указывать, что ИГИЛ — запрещённая законом террористическая организация. Он оправдывал это 4-й статьёй закона о СМИ, в которой идёт речь об экстремистских организациях (к которым Исламское государство отнесено не было). Впрочем, само ведомство не нашло повод наказывать СМИ, не упомянувшие данную деталь. В ноябре 2016 года начальник управления разрешительной работы, контроля и надзора в сфере массовых коммуникаций Роскомнадзора Татьяна Денискина во время семинара в Екатеринбурге разъяснила, что журналистам не следует путать список экстремистских организаций Министерства юстиции России, где внесённые в него организации СМИ следует помечать как «запрещённые», и список террористических организаций ФСБ России, куда включена ИГИЛ, а значит СМИ именовать её статус в России как «запрещённой» не обязательно, но им это «рекомендуется» делать.
По данным ФСБ России, в рядах Исламского государства на осень 2015 года воевало 2400 российских граждан. Национальный антитеррористический комитет России тогда же сообщал о том, что в отрядах ИГ получают боевой опыт представители группировки «Имарат Кавказ», а также сторонники течения «Хизб ут-Тахрир».
В мае 2015 года бывший капитан Министерства обороны РФ, позже кандидат технических наук, Денис Хисамов, бывший с 2004 года начальником службы защиты гостайны Центра военно-технических проблем биологической защиты (274-го Научного центра Минобороны) НИИ микробиологии Министерства обороны России в Москве, затем до 2009 года служивший в 8-м управлении Генштаба ВС РФ (специализация — защита информации и охрана государственной тайны), внезапно по поддельному таджикскому паспорту вылетел в Турцию из России, а затем вступил в ряды ИГ в Сирии. Там он «принял активное участие в боевых действиях». Весной 2017 года боевик решил возвратиться в Россию, где планировал «совершить преступление», но был задержан бдительными турецкими пограничниками, которые заподозрили подделку паспорта. Хисамов был экстрадирован в Таджикистан, а оттуда в Россию. Перед своим отъездом из РФ Хисамов был доцентом кафедры комплексной защиты информации Кубанского института информзащиты, где директором являлся его отец — военный учёный Франгиз Хисамов.
Согласно данным журналистских расследования редактора отдела специальных проектов «Новой газеты» Елены Милашиной, российские спецслужбы не препятствовали или даже способствовали вербовке представителями Исламского государства бойцов на территории РФ, стремясь таким образом уменьшить количество потенциальных террористов в самой России.
В декабре 2014 года стало известно о расколе среди боевиков «Имарата Кавказ», действующего на территории России. Так, согласно статье, опубликованной на сайте «Кавказ-Центр», один из руководителей исламистов Дагестана присягнул на верность Абу Бакру аль-Багдади. С другой стороны, по мнению ряда исламских учёных и амира Кавказского эмирата Али Абу Мухаммада, ИГ «не является легитимным с точки зрения шариата, а сам аль-Багдади не является халифом мусульман».
В июне 2015 года в интернете появилась видеозапись, в которой заявлялось, что все подконтрольные «Имарату Кавказ» боевики приносят присягу Исламскому государству. Однако это сообщение не получило ни подтверждения, ни опровержения со стороны лидеров эмирата Мухаммада Сулейманова, Залима Шебзухова и Асламбека Вадалова.
30 сентября 2015 года авиационная группа ВКС России в Сирии приступила к нанесению воздушных ударов по Исламскому государству. Военная операция России в Сирии была инициирована по просьбе Президента Сирии Башара Асада.
12 ноября 2015 года одно из медиаподразделений ИГ Al-Hayat Media Center опубликовало видеозапись, где поётся нашид на русском языке под названием «Скоро, очень скоро кровь прольётся морем».

### Комментарии
1. ↑  араб. الدّولة الإسلاميّة‎ [ʔadˈdawla(tu) (ʔa)lʔislaːˈmiːjja(tu)], русская транскрипция ад-Да́уляту ль-Ислами́йя
2. ↑  араб. الدولة الإسلامية في العراق والشام‎, русская транскрипция ад-Да́уляту ль-Ислами́йя фи ль-Ира́к уа ш-Шам
3. ↑  араб. داعش‎, [ˈdaːʕiʃ]